# Dacrydium guillauminii
Dacrydium guillauminii — вид хвойних рослин родини подокарпових.
Видовий епітет вшановує французького ботаніка Андре Гуламіна (Andre Guillaumin, 1885—1974).

## Опис
Маленький, прямий чагарник 1-2 м у висоту. Кора з невеликими темними лусочками, волокниста, коричнева всередині, спершу, покрита безліччю дрібних чечевичок, потім розвивається з віком багато маленьких щілин. Чагарник щільно розгалужений. Листя стає дуже щільними і менш широким з віком, гостре, розміром 13-17 на 1 мм. Пилкові шишки довжиною 8-14 мм, звужується від основи. Мікроспорофіли ланцетні, довгі, загострені, шириною 5 мм в нижній частині чоловічої шишки, 2 мм шириною на вершині. Насіннєві шишки 8—10 мм довжиною закриті листям. Насіння, до 5 насінин на шишку, овальне, розміром 4.5 на 2.5 мм, коричневе, зі звуженою вершиною.

## Поширення, екологія
Росте на невеликій площі навколо Рів'єр-де-Лак, Лак-ан-Хьюіт, Лак Інтермедер і Гранд Лак на півдні Нової Каледонії на висотах від 150 до 275 м над рівнем моря. У минулому ареал був, ймовірно, більш широким, але зменшився через пожежі і повені з водосховищ. Росте по краях потоків разом з Retrophyllum minus, Neocallitropsis pancheri і рядом інших квітучих рослин. Загальна чисельність населення менше 100 дерев.

## Використання
Вид не використовується. За винятком кількох ботанічних колекцій не вирощується.

## Загрози та охорона
Основною поточною загрозою є пожежі. У недавньому минулому кількох підгруп було втрачено через будівництво греблі. У Шут-де-Мадлен заповіднику, деяке погіршення його основного середовища проживання відбулося через збільшення числа відвідувачів. Будівництво нового гідро- металургійного центру 10 км вгору за течією може призвести до забруднення. Гібриди з Dacrydium araucarioides нещодавно описані. Найбільша субпопуляція знаходиться в Шут-де-Мадлен заповіднику, який вразливий до пожеж.